# Tahnoun bin Mohammedstadion
Het Tahnoun bin Mohammedstadion (Arabisch: استاد طحنون بن محمد) is een multifunctioneel stadion in Al Ain, een stad in de Verenigde Arabische Emiraten. 
Het stadion wordt vooral gebruikt voor voetbalwedstrijden, de voetbalclub Al Ain FC maakt gebruik van dit stadion. De club speelt ook in andere stadions. In het stadion is plaats voor 15.000 toeschouwers. Het stadion werd geopend in 1987.